# Municipio de Lillington
El municipio de Lillington (en inglés: Lillington Township) es un municipio ubicado en el  condado de Harnett en el estado estadounidense de Carolina del Norte. En el año 2000 tenía una población de 4.573 habitantes.

## Geografía
El municipio de Lillington se encuentra ubicado en las coordenadas 35°20′49.48″N 78°47′32.69″O / 35.3470778, -78.7924139.